# Електрометалургійний завод у Даммамі (SNS)
Електрометалургійний завод у Даммамі (SNS) – підприємство чорної металургії Саудівської Аравії, яке діє у Третій індустріальній зоні на південно-західних околицях Даммаму та належить Saudi National Steel зі складу Al Nasser Holdings (ОАЕ).
В 2017 році на майданчику заводу ввели в дію:
- індукційну піч ємністю 20 тон;
- машину безперервного виливу сортової заготовки потужністю 75 тисяч тон на рік;
- прокатний стан, розрахований на випуск 120 (за іншими даними – вже 150) тисяч тон будівельної арматури.